# 楠根ため

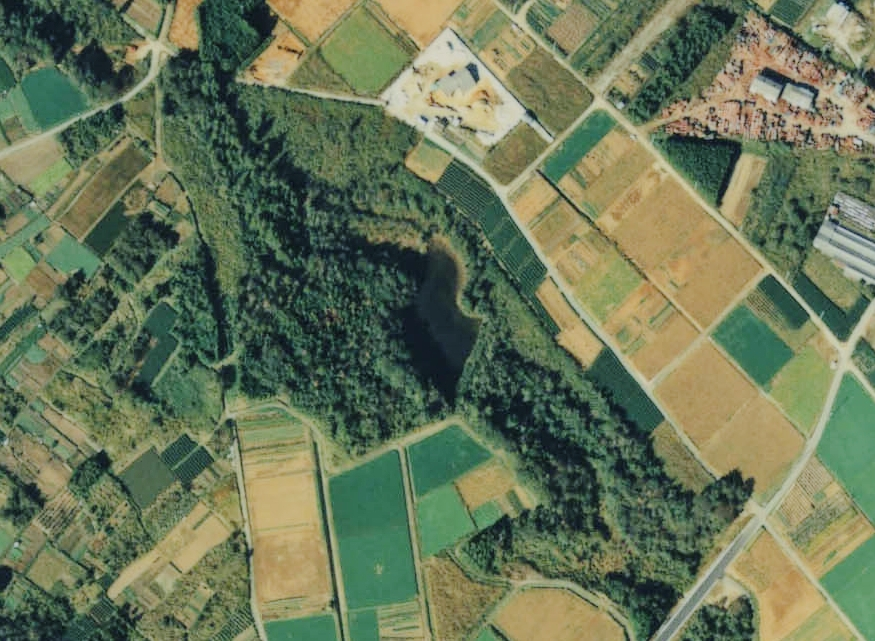
楠根ため付近の空中写真。1987年撮影。
。

楠根ため（くすねため）は、三重県三重郡菰野町田光にあるため池である。2010年（平成22年）3月25日に農林水産省のため池百選に選定された。
また周辺は「田光のシデコブシ及び湿地植物群落」として国の天然記念物に指定されている。

## 概要
楠根ためは、明治期に湧水により築造されたため池であり、で伊勢湾周辺のごく一部の地域にのみ生育するシデコブシは薄桃色の花を咲かせるが、この池では特に赤色の花が咲き他特殊な色彩をはなっている。
また、シラタマホシクサなど東海地方特有の植物をはじめ、ミズギクなどの氷期の遺存種やカザグルマ、トキソウ、モウセンゴケなどの湿地性植物が生育し、アブラボテの魚類、ムカシヤンマなどのトンボも確認されている。。
菰野町では、生物多様性の観点から池を「日本の自然環境保全の発信池」として位置付け、「田光の資源と環境を守る会」が先頭に立ち、地域が一丸となって維持管理を行っている。
|                  |            |              |              |
| シラタマホシクサ | カザグルマ | モウセンゴケ | ムカシヤンマ |

## アクセス

### 道路
- 国道306号

### 公共交通機関
- 三岐鉄道梅戸井駅下車